# Hyagnis pakistanus
Hyagnis pakistanus es una especie de escarabajo longicornio del género Hyagnis, subfamilia Lamiinae. Fue descrita científicamente por Breuning en 1975.
Se distribuye por Nepal y Pakistán. Posee una longitud corporal de 8,3-9,1 milímetros. El período de vuelo de esta especie ocurre en los meses de junio y julio.